# اتحاد جزر البليار لكرة القدم
اتحاد جزر البليار لكرة القدم ويُرمز لهُ بـ(FFIB) هو اتحاد كرة قدم مسؤول عن جميع مُسابقات كرة القدم بكل أشكالها في جزر البليار. دُمجَ الاتحاد مع الاتحاد الملكي الإسباني لكرة القدم ويقع مقرهُ الرئيسي في مدينة ميورقة.

## وصلات خارجية
- الموقع الرسمي
 بِاللُّغة الإسبانية.